# رام‌هرمزاردشیر
رام‌هرمز اردشیر‌ جزء شهرهایی است که توسط اردشیر بابکان بنا گردیده‌است. نویسندهٔ کتاب مجمل‌التواریخ و القصص ضمن شرح پادشاهی اردشیر بابکان در مورد این شهر مطالبی نگاشته است. بعضی گفته‌اند که شهر رامهرمز کنونی نامی کوتاه‌شده از رامهرمز اردشیر است.